# Stephan Schiemann
Stephan Schiemann (* 21. Juli 1976 in Peine als Stephan Turbanski) ist ein deutscher Sportwissenschaftler und Hochschullehrer.

## Leben
Nach dem Schulbesuch in Lamspringe (1983 bis 1989) und am Roswitha-Gymnasium Bad Gandersheim (1989 bis 1997) sowie anschließendem Zivildienst studierte er Sportwissenschaft, Sportmedizin und Mittlere und Neuere Geschichte (Abschluss als Magister Artium im November 2002) sowie Sport und Geschichte für das höhere Lehramt (Abschluss im September 2003). Ab 2003 war er am Institut für Sportwissenschaften der Johann Wolfgang Goethe-Universität Frankfurt am Main als wissenschaftlicher Mitarbeiter beschäftigt, im Dezember 2005 legte er dort seine Doktorarbeit mit dem Titel „Zur posturalen Kontrolle bei Morbus Parkinson: Biomechanische Diagnose und Training“ vor. Diese von Dietmar Schmidtbleicher betreute Arbeit wurde mit „magna cum laude“ bewertet.
Zwischen 2005 und 2010 war er an der Pädagogischen Hochschule Ludwigsburg als Dozent für Bewegungs- und Trainingslehre tätig, 2010 übernahm er an der Leuphana Universität Lüneburg eine Vertretungsprofessur für Sportwissenschaft mit den Schwerpunkten Bewegung, Training und Gesundheit. 2011 schloss er in Frankfurt seine Habilitation (Thema: „Posturale Kontrolle in statischen und dynamischen Messbedingungen – Evaluation und Trainingsinterventionen“) ab. Zum 1. April 2012 trat er an der Leuphana Universität Lüneburg eine ordentliche Professorenstelle für Sportwissenschaft an und übernahm die Leitung der Arbeitseinheit Sportwissenschaft.
Zu den Gebieten Schiemanns wissenschaftlicher Arbeit gehören Gesundheitsförderung, Dehnen und Beweglichkeitstraining, Sprungkrafttraining, Schnelligkeitstraining, Training im Sportunterricht, Krafttraining im Kindes- und Jugendalter, Talentfindung- und -förderung (Rollstuhlbasketball) in der Schule sowie die betriebliche Gesundheitsförderung.